# Friends (Dionne Warwick)
Friends è un album della cantante statunitense Dionne Warwick, pubblicato dall'etichetta discografica Arista nel 1985.
L'album è disponibile su long playing, musicassetta e compact disc.
Dal disco vengono tratti i singoli That's What Friends Are For, che si rivela un grande successo internazionale, e, l'anno seguente, Whisper in the Dark.

## Tracce

### Lato A
1. That's What Friends Are For (featuring Elton John, Gladys Knight e Stevie Wonder)
2. Whisper in the Dark
3. Remember Your Heart
4. Love at Second Sight
5. Moments Aren't Moments

### Lato B
1. Stronger Than Before
2. Stay Devoted
3. No One There (To Sing Me a Love Song)
4. How Long?
5. Extravagant Gestures